# SN 2002hf
SN 2002hf – supernowa typu Ic odkryta 29 października 2002 roku w galaktyce M-05-03-20. W momencie odkrycia miała maksymalną jasność 16,50m.